# Schwefeltetrafluorid
Schwefeltetrafluorid ist eine chemische Verbindung aus der Gruppe der anorganischen Schwefelverbindungen und Fluoride.

## Geschichte
Schwefeltetrafluorid wurde 1929 von Joseph Fischer und Werner Jaenckner entdeckt. Die Darstellung gelang aus Cobalt(III)-fluorid und Schwefel, wobei der Reaktionsmischung zur Herabsetzung der Reaktivität Flussspat zugesetzt wurde. Das entstandene Schwefeltetrafluorid kondensierten sie in flüssiger Luft.

## Gewinnung und Darstellung
Schwefeltetrafluorid wird durch direkte Fluorierung von Schwefel mit Fluor in einem schmalen Temperaturbereich hergestellt. Die Fluorierung kann auch bei −78 °C in Trichlorfluormethan erfolgen.
{\displaystyle \mathrm {S+2\ F_{2}\longrightarrow SF_{4}} }
Im Labor kann es auch durch Reaktion von Schwefeldichlorid mit Natriumfluorid (bzw. zusätzlich mit Chlor) hergestellt werden.
{\displaystyle \mathrm {3\ SCl_{2}+4\ NaF\longrightarrow SF_{4}+4\ NaCl+S_{2}Cl_{2}} }
{\displaystyle \mathrm {SCl_{2}+4\ NaF+Cl_{2}\longrightarrow SF_{4}+4\ NaCl} }
oder nach einer neueren Reaktion aus Brom, Schwefel und Kaliumfluorid.

## Eigenschaften
Schwefeltetrafluorid ist ein farbloses, nicht brennbares Gas mit stechendem Geruch. Es zersetzt sich in Wasser mit heftiger Reaktion sowie bei Erhitzung, wobei Fluorwasserstoff und Schwefeldioxid entstehen. Es besitzt eine kritische Temperatur von 91 °C, der Tripelpunkt liegt bei einer Temperatur von −121 °C und einem Druck von 1,7 mbar. Es wirkt als schwache Lewis-Säure und bildet zum Beispiel 1:1-Addukte mit organischen Basen wie Pyridin und Triethylamin.

## Struktur

Bindungslängen und Winkel im Schwefeltetrafluorid-Molekül

Schwefeltetrafluorid besitzt neben seinen Fluorsubstituenten ein nicht bindendes Elektronenpaar und bildet somit insgesamt eine – auf die axialen Positionen bezogene – verzerrte trigonale Bipyramide. Das freie Elektronenpaar besetzt hierbei eine der drei äquatorialen Position und zwei Fluorsubstituenten die beiden anderen. Im 19F-NMR-Spektrum wird bei Raumtemperatur jedoch nur ein einziges F-Signal beobachtet, da alle Fluoratome schnell ihre Plätze tauschen.

## Verwendung
Schwefeltetrafluorid wird als Fluorierungsmittel anorganischer Oxide, Sulfide oder Carbonyle bzw. besonders der Ketogruppe >C=O zu >CF2 verwendet.